# والتر کاتسنشتاین
والتر کاتسنشتاین (انگلیسی: Walter Katzenstein; ۸ اکتبر ۱۸۷۸ – ۹ سپتامبر ۱۹۲۹) قایقران روئینگ اهل آلمان بود.